# غودفال
غودفال أو سقوط الالهة (بالإنجليزية: Godfall)‏ هي لعبة فيديو تقمص أدوار طورتها كونتربلاي جيمز ونشرتها شركة غيربوكس سوفتوير، أصدرت اللعبة على بلاي ستيشن 5 ومايكروسوفت ويندوز في 12 نوفمبر 2020، كانت هذه أول لعبة أُكد إصدارها على بلاي ستيشن 5.

## فكرة اللعبة
تدور أحداث اللعبة في أجواء خيالية عالية، مقسمة إلى عوالم الأرض، والماء، والهواء، والنار، والروح، حيث يلعب اللاعبون دور أحد آخر أمراء الفرسان المرموقة لمنع وقوع حدث مروع كبير.

## طريقة اللعب
لدى اللاعب 5 فئات من الأسلحة للاختيار من بينها، بناءً على مجموعات دروعهم، وصفائح ( فالوربلاتس) التي يجهزونها. تشتمل فئات الأسلحة هذه على السيف الطويل، والشفرات المزدوجة، والمسدس، ومطرقة الحرب ذات اليد المزدوجة، والسيف الكبير اليدوي. يمكن تجهيز صفائح (فالوربلاتس) والتعزيزات الإضافية لتخصيص طريقة لعب فئة الشخصية. ولعبة تدعم اللاعب الفردي وما يصل إلى ثلاثة لاعبين في الوضع التعاوني، يرتكز القتال على هجمات المشاجرة بدلاً من الهجمات ذات المدى البعيد 

### التطوير
كونتربلاي غميز هو استوديو يضم 75 شخصًا في كاليفورنيا مع العديد من المطورين الذين عملوا على ألعاب إطلاق النار الأخرى مثل دستني 2.

## الاستقبال
لم تتلقى اللعبة استقبالا قويا، حيث حصلت على معدل تقييم منخفض 63% من أصل 14 موقع ومتوسط تقييم المستخدم 10/5.3.
موقع آي جي إن أعطى اللعبة 10/6 (جيدة) موقع غيم سبوت أعطى اللعبة تقييم 10/5(متواضعة). موقع Game Informer أعطى اللعبة تقييم 10/7.

## المبيعات
حسب وكالة UKIE/GSD لرصد المبيعات البريطانية أصدرت قائمة مبيعات الأسبوع في السوق البريطاني وجاءت اللعبة في المرتبة 16 بارقام مبيعات منخفض (الوكالة تجمع مبيعات الاقرص دون الرقمي)

## روابط خارجية
غودفال على موقع IMDb (الإنجليزية)